# Danh sách Nghĩa trang Do Thái ở Warszawa

Bức ảnh đen trắng phía dưới bên trái cho thấy các cơ thể bên dưới công trình mắt lưới bằng đá. Công rình mắt lưới bằng đá có thể nhìn thấy giữa hai viên đá đánh dấu trong bức tranh màu.

Nghĩa trang Do Thái ở Warsaw đề cập đến một số nghĩa trang của người Do Thái trong thành phố.

## Nghĩa trang Do Thái đường Okopowa

Bảng ở lối vào cho thấy cấu trúc và lịch sử của nghĩa trang đường Okopowa

Nghĩa trang Do Thái trên phố Okopowa là một trong những nghĩa trang Do Thái lớn nhất ở châu Âu. Nằm trên đường phố Okopowa và tiếp giáp Nghĩa trang Powązki, Nghĩa trang Do Thái được thành lập năm 1806 và chiếm 33 ha (83 mẫu Anh) đất đai.
Bây giờ nơi đây có vô số ngôi mộ và hầm mộ bị bỏ hoang, hoặc bị sụp đổ, sau khi Đức Quốc xã xâm chiếm Ba Lan và Holocaust sau đó. Mặc dù nó đã bị đóng cửa trong Thế chiến II, sau chiến tranh, nó đã được mở cửa trở lại và một phần nhỏ của nó vẫn hoạt động, phục vụ dân số Do Thái nhỏ còn lại của Warsaw.

## Nghĩa trang Do Thái Bródno
Nghĩa trang Do Thái Bródno đã từng lớn hơn nghĩa trang đã phục vụ trước đó cho cả người Do Thái của quận bên phải Praga và những người Do Thái nghèo của quận khác của thành phố Warsaw. Sau khi nghĩa trang trên phố Okopowa trở nên quá đông đúc, nghĩa trang của Pháp đã được coi là nghĩa trang chính của người Do Thái. Tuy nhiên, sau khi Đức chiếm đóng Ba Lan vào năm 1939 và bắt đầu Holocaust, phần lớn đã bị phá hủy và các bia mộ được sử dụng làm vỉa hè đường phố. Sau chiến tranh, những ngôi mộ còn lại đã được phục hồi từ nhiều thị trấn khác nhau ở Ba Lan và quay trở lại nghĩa trang. Hiện tại nó không hoạt động và chỉ phục vụ như một đài tưởng niệm.

## Nghĩa trang Nowa Jerozolima
Nghĩa trang Nowa Jerozolima, hay một nghĩa trang của một trong nhiều ngôi làng Do Thái được thành lập ở khu vực thủ đô của Ba Lan trong thế kỷ 17 và 18. Nó đã bị đóng cửa vào cuối thế kỷ 18 và chính ngôi làng đã được sáp nhập vào Warsaw để trở thành nơi trùng tên với Aleje Jerozolimskie, một trong những đường phố chính của Warsaw. Đầu thế kỷ 19, trong thời kỳ Áo chiếm đóng Warsaw, nghĩa trang đã bị đóng cửa và tro cốt được chuyển đến nghĩa trang ở Powązki.

## liên kết ngoài
- Quỹ tài liệu về nghĩa trang Do Thái ở Ba Lan Lưu trữ ngày 18 tháng 5 năm 2020 tại Wayback Machine